# Маркелов, Николай Григорьевич
Николай Григорьевич Маркелов (15 сентября 1917, Степановка, Саратовская губерния — 22 декабря 2004, Киев) — парторг 355-го отдельного батальона 13-й бригады морской пехоты Тихоокеанского флота, участник советско-японской войны, Герой Советского Союза.

## Биография
Родился 15 сентября 1917 года в селе Степановка (ныне — Ртищевского района Саратовской области). Работал учителем на Дальнем Востоке.
На службу в Военно-Морской флот поступил в 1939 году. Был неоднократно отмечен командованием. Принимал участие в советско-японской войне 1945 года.
В операции по освобождению корейского порта Сейсин батальону Маркелова была отведена одна из наиболее важных ролей. Батальон должен был захватить плацдарм и удерживать его до подхода основных сил. 14 августа личный состав на эсминце вошёл в бухту порта и высадился на вражеском берегу. Одним из препятствий стали крупнокалиберные пулемёты. Маркелов предложил забросать их гранатами. Вместе с рядовым Куцым они пробрались в тыл врага и устранили препятствие. Маркелов, воспользовавшись захваченным пулемётом, уничтожил отступающего противника. До 16 августа батальон удерживал занятые позиции. Боевая задача была выполнена и порт был освобождён.
Звание Героя Советского Союза с вручением ордена Ленина и медали «Золотая Звезда» Маркелову Николаю Григорьевичу присвоено указом Президиума Верховного Совета СССР от 14 сентября 1945 года «за отвагу и героизм, проявленные в боях за освобождение корейского города и порта Сейсин».
Продолжил службу на флоте до 1966 года. С 1966 года находился в запасе. Жил в Киеве. Умер 22 декабря 2004 года.

## Награды
- Орден Ленина (1945).
- Орден Отечественной войны 1-й степени (1985).
- Орден Красной Звезды (1954).

## Память
- Мемориальная доска в память о Маркелове установлена Российским военно-историческим обществом на здании Краснозвездинской средней школы, где он учился.